# Alexandre Tikhonov
Pour les articles homonymes, voir Tikhonov.
Pour le médecin, voir Alexandre Tikhonov (médecin).
Alexandre Ivanovitch Tikhonov (en russe : Александр Иванович Тихонов), né le 2 janvier 1947 à Ouïskoïe (oblast de Tcheliabinsk), est un biathlète soviétique.
Concourant sous les couleurs de l'URSS, il remporte la médaille d'or en relais lors de quatre olympiades consécutives entre les Jeux olympiques d'hiver de 1968 à Grenoble et les Jeux olympiques d'hiver de 1980 à Lake Placid. Son palmarès est complété par de nombreux titres mondiaux depuis 1967, jusqu'à sa dernière médaille (la dix-septième) avec le relais en 1979.

## Biographie

### Carrière sportive
En 1967, pour ses débuts internationaux, il est médaillé d'argent en relais aux Championnats du monde et neuvième de l'individuel.
Pour ses deuxièmes championnats en sénior, il prend part aux Jeux olympiques d'hiver de 1968, il remporte la médaille d'argent de l'individuel (20 km) derrière Magnar Solberg, grâce au meilleur temps de ski puis son premier titre olympique sur le relais avec Puzanov, Gundartsev et Mamatov. Il devient ensuite le meilleur biathlète du monde lorsqu'il remporte les titres mondiaux individuels et en relais en 1969 et 1970. En 1971, il doit se contenter de la médaille d'argent derrière Dieter Speer à l'individuel, tout en étant sacré sur le relais pour la troisième fois.
Aux Jeux olympiques d'hiver de 1972, il est quatrième de l'individuel, mais remporte son deuxième titre au relais avec Safin, Byakov et Mamatov. En 1973, il récupère le titre mondial de l'individuel. En 1973 et 1974, il allonge sa série à cinq titre de champion du monde de relais consécutifs, qui s'arrête en 1975 quand l'URSS est battue par la Finlande.
Aux Jeux olympiques d'hiver de 1976, il est cinquième de l'individuel avant de prendre sa troisième médaille d'or au relais avec Byakov, Kruglov et Yelizarov. Cet hiver est aussi disputé le championnat du monde de sprint, qui est remporté par Tikhonov lui-même. Il gagne de nouveau ce titre en 1977, où il est aussi sacré en relais. Il gagne à cette occasion ses derniers titres mondiaux et possède comme bilan : cinq médailles d'or individuelles et six en relais.
À partir de l'hiver 1978, il participe à la toute nouvelle Coupe du monde, y remportant deux courses (sprint à Antholz et individuel à Bardufoss) en 1979, année, où il est vice-champion du monde de l'individuel.
Pour ses quatrièmes Jeux olympiques en 1980, il est le porte-drapeau de la délégation soviétique et y remporte son dernier titre sur le relais, portant son total à quatre médailles d'or. C'est la première fois qu'un athlète est champion olympique quatre fois de suite dans la même épreuve. Durant sa carrière sportive, il a accumulé aussi quatorze titres nationaux.

### Autres activités
En 2002, il devient vice-président de l'Union internationale de biathlon. Il vit en Autriche au début des années 2000.

### Affaire judiciaire
Avec son frère Viktor, il impliqué dans la planification de la tentative d'assassinat du gouverneur de l'oblast de Kemerovo Aman Tuleyev. Mikhail Zhivilo est un ami de Tikhonov et souhaite éliminer Tuleyev avec qui il est en conflit. Après que les tueurs potentiels dénoncent ce complot, son frère est envoyé pour quatre ans en prison, tandis que lui est amnistié après avoir reçu d'abord une peine de trois ans de prison.

## Palmarès

### Jeux olympiques d'hiver
| Épreuve / Édition   | Individuel                         | Sprint                           | Relais                         |
| ------------------- | ---------------------------------- | -------------------------------- | ------------------------------ |
| JO 1968 Grenoble    | Médaille d'argent, Jeux olympiques | Épreuve inexistante à cette date | Médaille d'or, Jeux olympiques |
| JO 1972 Sapporo     | 4e                                 | Épreuve inexistante à cette date | Médaille d'or, Jeux olympiques |
| JO 1976 Innsbruck   | 5e                                 | Épreuve inexistante à cette date | Médaille d'or, Jeux olympiques |
| JO 1980 Lake Placid | —                                  | 9e                               | Médaille d'or, Jeux olympiques |

### Championnats du monde
| Épreuve    | 1967 à Altenberg                  | 1969 à Zakopane                  | 1970 à Östersund                 | 1971 à Hämeenlinna                | 1973 à Lake Placid               | 1974 à Minsk                  | 1975 à Antholz-Anterselva         | 1976 à Antholz-Anterselva     | 1977 à Vingrom                     | 1978 à Hochfilzen | 1979 à Ruhpolding                  |
| ---------- | --------------------------------- | -------------------------------- | -------------------------------- | --------------------------------- | -------------------------------- | ----------------------------- | --------------------------------- | ----------------------------- | ---------------------------------- | ----------------- | ---------------------------------- |
| Individuel | 9e                                | Médaille d'or, Coupe du Monde    | Médaille d'or, Coupe du Monde    | Médaille d'argent, Coupe du Monde | Médaille d'or, Coupe du Monde    | 5e                            | 7e                                | JO Innsbruck                  | Médaille de bronze, Coupe du Monde | 17e               | Médaille d'argent, Coupe du Monde  |
| Sprint     | Épreuve inexistante à cette date  | Épreuve inexistante à cette date | Épreuve inexistante à cette date | Épreuve inexistante à cette date  | Épreuve inexistante à cette date | 11e                           | 6e                                | Médaille d'or, Coupe du Monde | Médaille d'or, Coupe du Monde      | 17e               | 6e                                 |
| Relais     | Médaille d'argent, Coupe du Monde | Médaille d'or, Coupe du Monde    | Médaille d'or, Coupe du Monde    | Médaille d'or, Coupe du Monde     | Médaille d'or, Coupe du Monde    | Médaille d'or, Coupe du Monde | Médaille d'argent, Coupe du Monde | JO Innsbruck                  | Médaille d'or, Coupe du Monde      | 4e                | Médaille de bronze, Coupe du Monde |

Légende :
- : médaille d'or
- : médaille d'argent
- : médaille de bronze

### Coupe du monde
- Meilleur classement général : 4e en 1979[4].
- 4 podiums individuels, dont 2 victoires.

Les podiums obtenus aux Mondiaux et JO ne comptent pas pour la Coupe du monde à cette époque

#### Liste des victoires
2 victoires (1 en sprint et 1 en individuel)
| Saison    | Date            | Lieu               | Discipline       |
| --------- | --------------- | ------------------ | ---------------- |
| 1978–1979 | 21 janvier 1979 | Antholz-Anterselva | 10 km sprint     |
| 1978–1979 | 6 avril 1979    | Bardufoss          | 20 km individuel |

### Championnats du monde junior
- Médaille d'or du relais en 1968.
- Médaille de bronze de l'individuel en 1968.

## Distinctions
- Ordre de Lénine
- Ordre de l'Amitié
- Médaille « vétéran des forces armées de l'URSS »
- Médaille commémorative du 850e anniversaire de Moscou
- Maître émérite du sport de l'URSS
- Médaille pour le Mérite au Travail
- Ordre de l'Étoile rouge
- Médaille de distingué du travail
- Ordre du Drapeau rouge du Travail
- Honoured coach of the RSFSR